# ادی ادموندز
ادی ادموندز (انگلیسی: Eddie Edmonds; ۱۶ اکتبر ۱۹۰۲ – مارس ۱۹۴۲ (۳۹ ساله)) بازیکن فوتبال بود.
از باشگاه‌هایی که در آن بازی کرده‌است می‌توان به باشگاه فوتبال برایتون اند هوو آلبیون اشاره کرد.